# Total Request Live
Total Request Live (TRL) ― американская телевизионная программа, транслируемая на канале MTV, премьера которой состоялась 14 сентября 1998 года. В ней представлены популярные музыкальные клипы. С помощью этой программы многие актеры, музыканты и другие знаменитости могли заявить о себе.
Во время первоначального запуска программы TRL воспроизводила десять самых востребованных музыкальных клипов дня, за которые проголосовали зрители по телефону или онлайн. Она выходила в эфир с понедельника по четверг в течение одного часа, хотя расписание и продолжительность шоу менялись на протяжении многих лет. Хотя TRL была преподнесена как живое шоу, многие выступления на самом деле были предварительно записаны. Из-за снижения рейтингов и музыкального телевидения в целом в пользу онлайн-сервисов MTV объявил о закрытии TRL 15 сентября 2008 года. Специальный трехчасовой финальный выпуск Total Finale Live вышел в эфир 16 ноября 2008 года.
Менее чем через десять лет TRL будет возрождена 2 октября 2017 года. В 2019 году она вышла в эфир в субботу утром в 10 утра по восточному времени в качестве Топ-10 TRL. Затем программа стала выходить под новым названием Fresh Out Playlist.